# إرنست آموس
إرنست آموس (بالإنجليزية: Ernest Amos)‏ (12 سبتمبر 1975 ببوتسوانا - ) هو لاعب كرة قدم بوتسواني في مركز الدفاع. شارك مع منتخب بوتسوانا لكرة القدم. أما مع النوادي، فقد لعب مع TASC FC ‏.

## وصلات خارجية
- إرنست آموس على موقع قاعدة بيانات كرة القدم.إي يو (الإنجليزية)
- إرنست آموس على موقع ناشيونال فوتبول تيمز (الإنجليزية)